# Зассовская
За́ссовская — станица в Лабинском районе Краснодарского края.
Административный центр Зассовского сельского поселения.
Население — 2,4 тыс. человек.

## География
Станица расположена на правом берегу Лабы, напротив пгт Мостовской (автомобильный мост, железнодорожный мост), в 22 км южнее города Лабинск. Железнодорожная станция Засовская (с одной c) расположена в 2 км севернее центра станицы. Вариант написания названия станицы Засовская часто встречается на картах и в справочниках.

## История
Арджинское укрепление было основано генералом Григорием Христофоровичем Зассом в 1839 году. Позже укрепление было переименовано в его честь — Зассовское укрепление.
В 1855 году была образована станица Зассовская. До 1920 года входила в Лабинский отдел Кубанской области.

## Религия
- Русская Православная Церковь
  - Михайло-Архангельский храм (ул. Колхозная, 19).

## Известные уроженцы
- Будзинский, Владимир Адольфович (1865—1923) — русский врач, основатель курорта Анапа
- Егоров, Николай Дмитриевич (1951—1997) — российский политик

## Население
| 2002 | 2010  |
| ---- | ----- |
| 2678 | ↘2411 |